# 清华大学井冈山兵团
清华大学井冈山兵团，也称井冈山战斗队，是“文革”期间清华大学学生建立的庞大“革命”造反派组织，领导为蒯大富（人称“蒯司令”）。该组织还联合北京其他四所高校（北大、北航、师大、地院）引领了全国高校的“文革”浪潮。以团派为代表的造反派是“文革”的骨干力量，主动应和文革发动者的意图进行造反、夺权行动。

## 历史
于1966年12月19日正式成立，此后至1968年全面覆盖了清华大学“文革”工作。
井冈山兵团于成立四个月后分裂为“兵团总部”（简称团派总部、“团派”，自诩正统“井冈山兵团”，因此“井冈山”可狭义代指团派。）与“四一四串联会”（简称“四派”、“414派”），一个多月后“四派”成立“四一四总部”，双方展开激烈论战并逐步升级，并于1968年4月开始了骇人听闻的清华大学百日大武斗，造成巨大人员、财产损失，震动中央高层，从事实上扭转了高校文革群众运动方向。

## 组织
兵团总部建制：
- 总部委员会（常委：蒯大富、韩银山、鲍长康、马小庄、刘才堂、陈育延、陈继芳、任传仲、王良生，孙怒涛曾任）
  - 常设机构
    - 总部办公室（秘书组、电话组、常务组、资料组）
    - 作战部（一部）
      - 对内作战部
（部队办公室、发放组、保卫组、三办（专案）、斗蒋兵团、大行动组、大批判组……）
      - 对外作战部
        - 办公室
        - 社会调查组（动态组）
（一动“兵团动态”、二动“校内及四一四动态”、三动“首长讲话及北京动态”、四动“中学动态”、五动“运事动态”、六动“国际动态”)
        - 全国联络站
（办公室、资料组、东北组、华东组、中南组、西北组……）

    - 政治部
（办公室、宣传部、学生工作部、教工工作部、二办(干部办公室)、组织部）
    - 后勤部
（办公室、科技组、财务组、生活组）

  - 应急机构
    - 文攻武卫指挥部、“罗文李饶”专案组、吕应中专案组、斗批改联络站
    - 遵义学习班（学生学习班分部)、平型关学习班(干部学习班分部）、战地宣传队……

  - 下属建制(各系、处)
    - 〇一部队~十五部队（一度扩充到“二〇部队”)
      - 各部队下辖众多战斗组，如“指点江山”、“契卡”、“刺刀见红”等。

  - 群众性组织
    - “廿八团”（学生为主）
    - “清华大学革命工人造反总司令部”（工总司）（职工为主）……
    - “清华大学红色教师造反联合总部”（简称“红教联”，教师为主）（后于1966年11月底更名为“清华大学红色教工造反联合总部”，简称“红教工”，改以教师、职工为主）[3]

宣传：
- 宣传机构： 《井冈山》报编辑部、井冈山广播台、前哨广播台、井冈山通讯社、井冈山杂志社、毛泽东思想宣传队……
- 宣传刊物：《兵团战报》、《井冈山》报、《文化大革命简报》、《井冈山》杂志、《井冈山通讯》、《学习资料》、《理论批判》、《大字报选》、《整风简讯》、《内部资料》、各动态组动态……